# Sugarcane (Film)
Sugarcane ist ein 2024 veröffentlichter amerikanisch-kanadischer Dokumentarfilm von Julian Brave NoiseCat und Emily Kassie.

## Handlung
Im Jahr 2021 wurden auf dem Gelände der Kamloops Indian Residential School in Kanada zahlreiche unmarkierte Gräber gefunden. Die von den Residential Schools betriebene Zwangstrennung, der Missbrauch, den viele Kinder in den Internaten erlebten, und der Versuch, die Kultur indigener Gemeinschaften systematisch zu zerstören, lösten landesweites Entsetzen aus.
Emily Kassie und Julian Brave NoiseCat reisten durch Kanada, um die Geschichten der Überlebenden anzuhören und zu sammeln. Im Laufe der Produktion wurde auch Julians eigene Geschichte zu einem zentralen Bestandteil der Sammlung von Porträts einer Gemeinschaft.

## Produktion und Veröffentlichung
Die Filmproduktion wurde finanziell von der International Documentary Association und dem Catapult Film Fund unterstützt. Im Februar 2024 erwarb National Geographic Documentary Films die Vertriebsrechte an dem Film.
Sugarcane feierte seine Premiere am 20. Januar 2024 am Sundance Film Festival. Es folgten weitere Aufführungen bei verschiedenen Filmfestivals, unter anderem dem San Francisco International Film Festival, dem Seattle International Film Festival, dem Sydney Film Festival oder dem Filmfest Hamburg.
Bei der Oscarverleihung 2025 wurde Sugarcane in der Kategorie Bester Dokumentarfilm nominiert.